# Kormoranfischerei

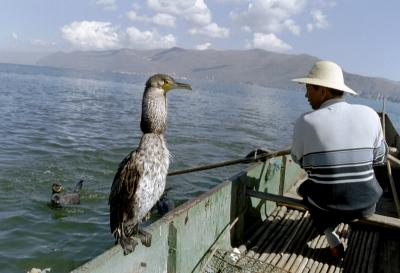
Chinesischer Fischer mit Kormoran auf dem Erhai-See

Die Kormoranfischerei ist der traditionelle Fang von Fischen mit Hilfe von zahmen Kormoranen. Diese Fischfangmethode wird in geringem Umfang noch in China, Japan, Korea und teilweise in Indien und Südostasien praktiziert. Die Vögel tauchen nach Fischen, was ihrer normalen Lebensweise entspricht. Durch Ringe oder Schnüre am Hals kurz über dem Rumpf werden sie am Verschlucken größerer Beute gehindert, die sie ihrem Besitzer überlassen müssen.

## Geschichte und Verbreitung
Der genaue Ursprung der Kormoranfischerei ist ungeklärt. In Mazedonien wurden Kormorane (neben anderen piscivoren Tauchvögeln) möglicherweise schon seit dem 5. Jahrhundert v. Chr. auf dem Dojran-See zum Fischfang eingesetzt. Die dortige Methode unterschied sich jedoch grundlegend von den Techniken, die in China und Japan seit dem 3. Jahrhundert nachweisbar sind. Im übrigen Europa wurde die Kormoranfischerei nur zeitweise als Sport an einigen Königshäusern und von Adligen betrieben. Im japanischen Kojiki, das um 712 verfasst wurde, wird die nächtliche Fischerei mit Kormoranen erwähnt. Im Qingyilu des Tao Gu († 970) wurden erstmals dressierte Kormorane chinesischer Fischer beschrieben. Durch den Reisebericht des Odorich von Portenau wurde die chinesische Kormoranfischerei im 14. Jahrhundert in Europa bekannt. Hier wurde sie ab dem 16. Jahrhundert als Jagdsport ähnlich der Beizjagd ohne wirtschaftliche Bedeutung betrieben.
Keramikfunde aus Peru mit Darstellungen von Fischern auf Schilfflößen, die Vögel mit Schnüren am Hals mit sich führen, lassen auch dort den Fischfang mit abgerichteten Vögeln vermuten.

## Abrichtung und Haltung

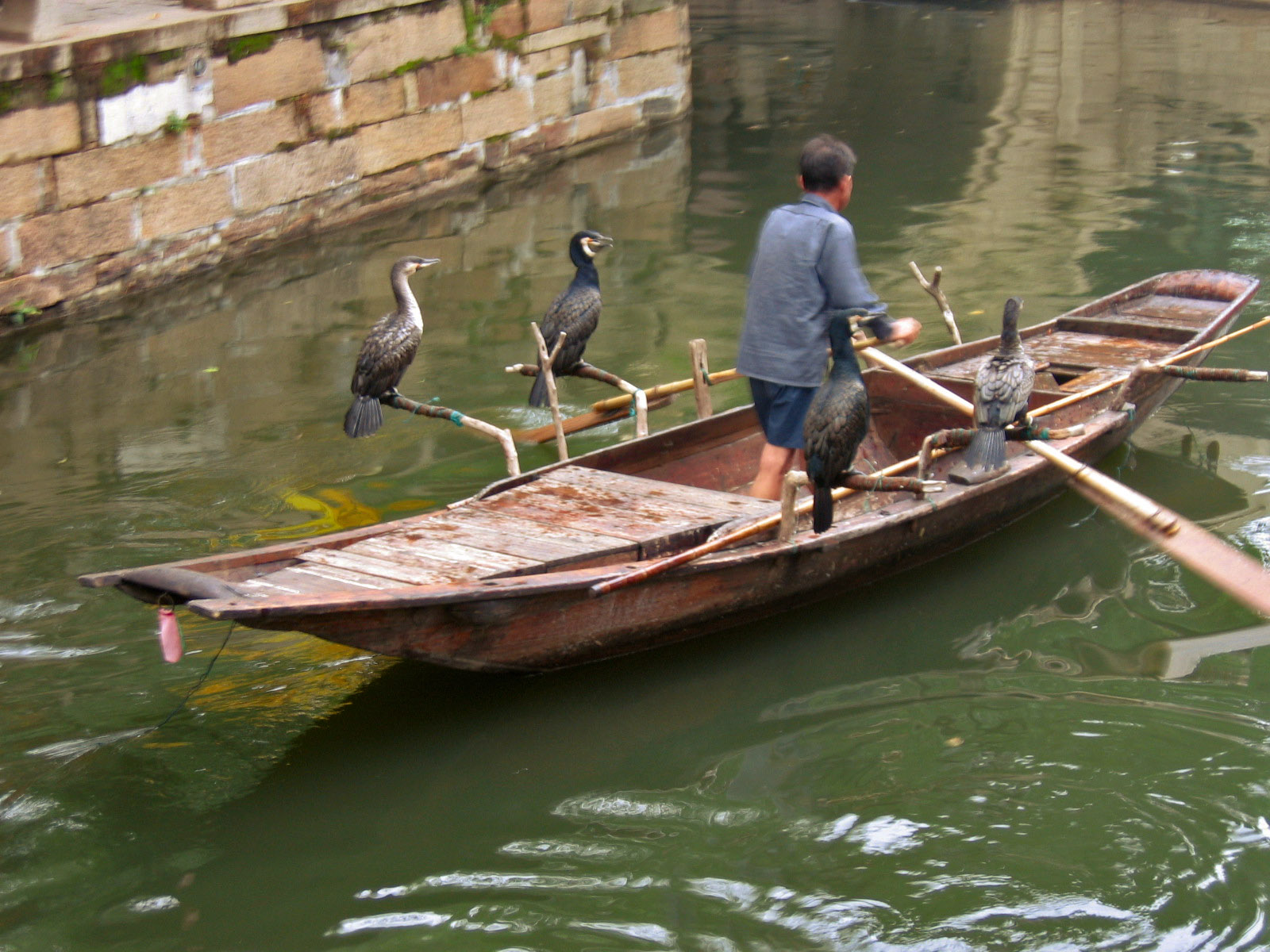
Kormoranfischer in Suzhou, China

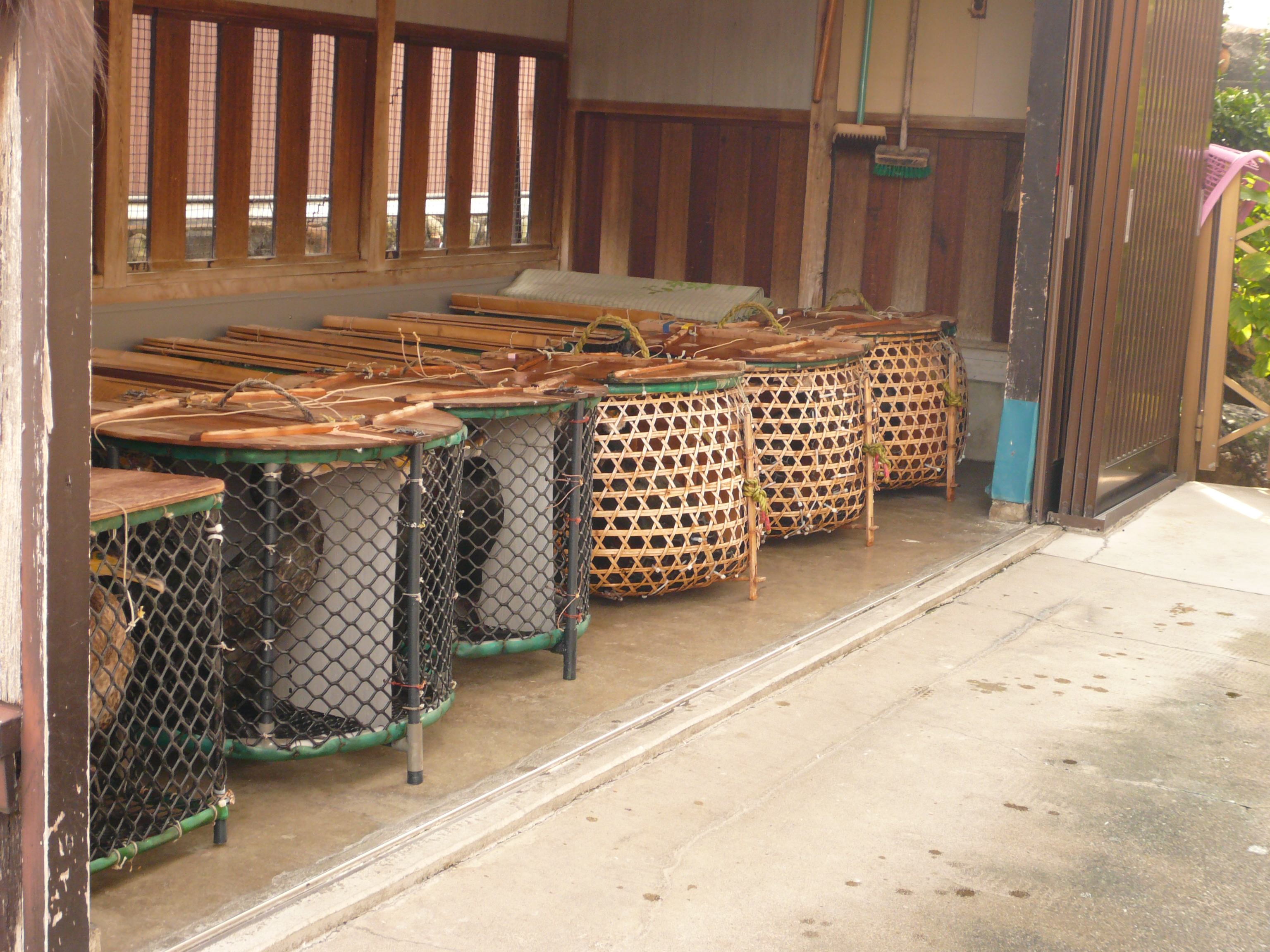
Transportkörbe in Japan

Von allen Kormoranarten werden in Asien vier bevorzugt. Dazu gehören der Japankormoran (Phalacrocorax capillatus) und der auch in Europa vorkommende Kormoran (Phalacrocorax carbo). Während in Japan und früher auch in anderen Ländern junge Kormorane gefangen und abgerichtet werden, erfolgt in einigen Gegenden Chinas noch eine regelrechte Zucht der Vögel. Da die Weibchen von Zuchtkormoranen jedoch in Gefangenschaft ihre Gelege vernachlässigen, werden diese von Hennen ausgebrütet. Die geschlüpften Küken werden von Hand aufgezogen, wobei sie unter anderem mit Tofu ernährt werden. Im Alter von etwa 100 Tagen wird mit der Abrichtung von Wildfängen als auch Zuchtkormoranen begonnen. Die Jungvögel erlernen dabei das Jagdverhalten von älteren Tieren. Handaufgezogene Kormorane sind stark auf ihre Bezugsperson geprägt und dürfen sich meist frei bewegen. Wildfänge oder von Züchtern gekaufte Exemplare werden gewöhnlich mit einer Schnur am Bein an der Flucht gehindert.
Das Zähmen von Wildfängen ist mühsam und dauert sieben bis acht Monate bei täglich zwei bis drei Stunden Beschäftigung mit den Vögeln. Ihnen wird beigebracht, auf dem Rand des Bootes bzw. Floßes zu sitzen, auf Kommando zu fischen und sich an den Halsring zu gewöhnen, der sie am Verschlucken der Beute hindert. Die Vögel lernen, den Fang zum Boot zu bringen, wo ihnen der Fisch durch den Meister abgenommen wird. Der Fischer füttert dabei den Kormoran mit einzelnen kleineren Fischen, Fischstücken oder Garnelen an. In Japan wurden Fangleistungen von bis zu 150 Fischen in der Stunde beobachtet. Ihre besten Leistungen erbringen die Kormorane im Alter zwischen drei und acht Jahren. Bis zu zehn Jahre lang werden sie zur Arbeit eingesetzt. Es gibt Berichte, dass in Gefangenschaft gehaltene Kormorane häufig mit 20 bis 30 Jahren zwei- bis dreimal so alt werden wie in der freien Natur.
Meist werden mehrere Vögel, in Japan bis zu zwölf, von einem Fischerboot aus eingesetzt. Sie benötigen eine feste Sitzordnung auf dem Rand des Bootes oder den dort angebrachten Sitzstangen, da sonst Kämpfe um die Rangordnung ausbrechen können. Für den Transport an Land gibt es spezielle Körbe für zwei oder vier Tiere.
Stürmisches Wetter und trübes Wasser sind besonders hinderlich für den Fangerfolg der Tiere. Daher müssen sie bei ungünstiger Wetterlage oder in Zeiten, in denen die Kormoranfischerei von behördlicher Seite verboten ist, von ihren Besitzern gefüttert werden. Ein ausgewachsener Kormoran benötigt täglich zwischen 500 und 800 Gramm Fisch.

## Gegenden

### China

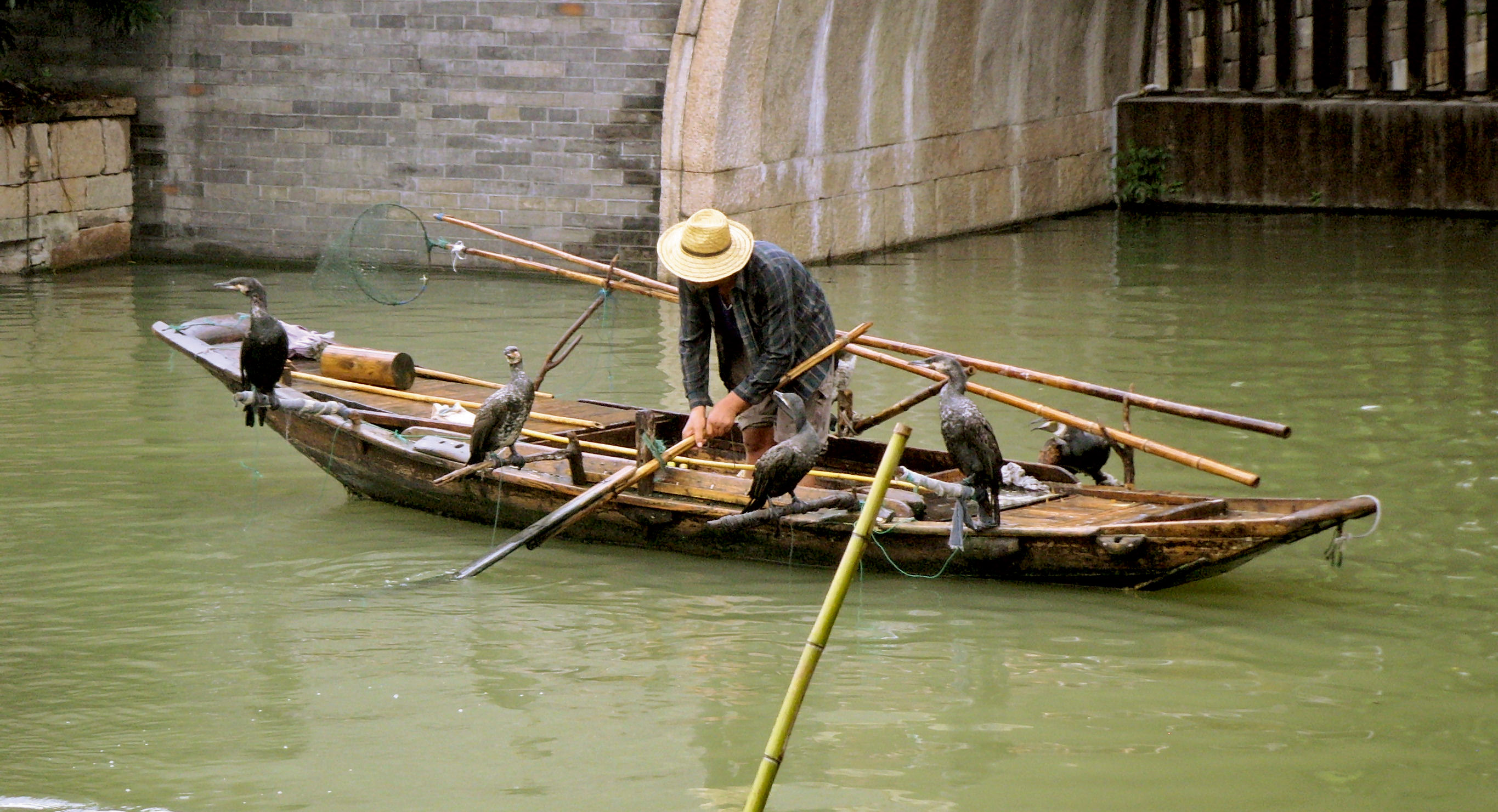
Kormoranfischer in Wuzhen Xizha, China

In Zentral-, West- und Südchina hat die Kormoranfischerei noch eine geringe wirtschaftliche Bedeutung, ist aber seit den 1980er Jahren stark rückläufig. Wie in Japan entwickelt sie sich vielerorts zu einer touristischen Attraktion. Unter anderem ist die vor allem in der Provinz Yunnan lebende Minderheit der Bai für diese Fischereimethode bekannt. Diese führen noch die Handaufzucht von Kormoranen durch und verkaufen ausgebildete Tiere im Alter von etwa sechs Monaten an Fischer aus anderen Provinzen. Die Preise liegen zwischen 300 und 1000 Yuan. Auch in China wird das Wissen um die Kormoranfischerei innerhalb der Fischerfamilie als Geheimnis gehütet.

### Japan

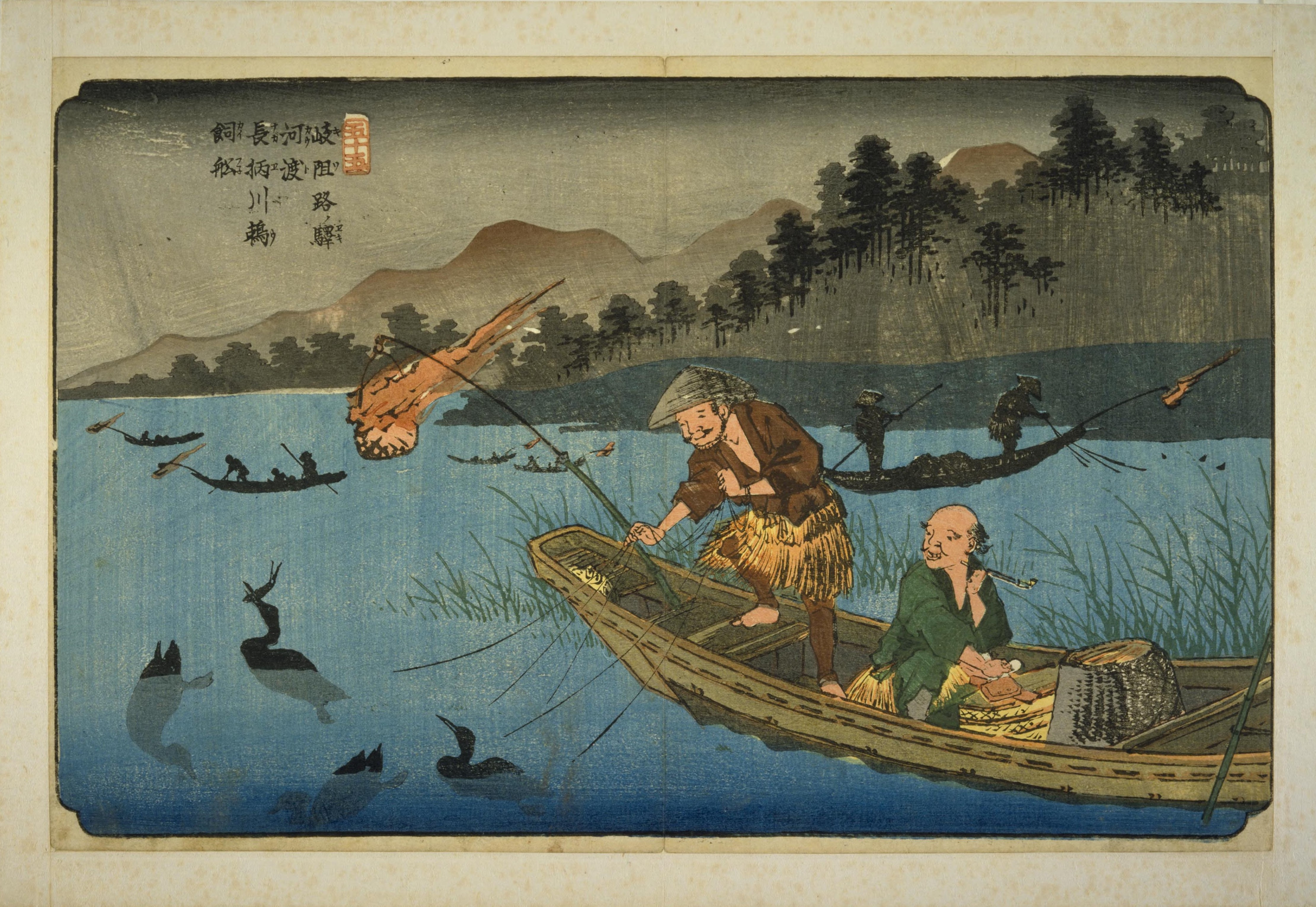
Nächtliches Fischen von Keisai Eisen

In Japan wird die Kormoranfischerei als Ukai (鵜飼い) bezeichnet. Sie wird noch in verschiedenen Städten hauptsächlich als Touristenattraktion praktiziert. Am bekanntesten sind Gifu und Seki am Fluss Nagara. Das Wissen der Fischer wird gewöhnlich nur innerhalb einer Familie von einer Generation zur nächsten weitergegeben. Fischermeister (japanisch 鵜匠, usho) in diesen Orten stehen unter dem besonderen Schutz des Tennō, der dafür früher besondere Beamte ernannte, sowie des Staates. Ihre traditionelle Kleidung, die auf die Heian-Zeit zurückgeht, besteht aus einem schwarzen Kleid, einem Hut mit Kinnband (風折烏帽子, kazaori eboshi) und einem Schurz aus Stroh (腰蓑, koshi-mino). Am Nagara, aber auch an anderen Flüssen und Seen Japans, wird vor allem der als Delikatesse geltende und entsprechend teure Ayu gefangen.
Außer bei Tageslicht werden die Kormorane in Japan auch nachts zum Fischen eingesetzt. Dabei werden die Fische in der Dunkelheit durch Fackeln oder Laternen angelockt.

### Europa
Die Kormoranfischerei wurde ab Mitte des 16. Jahrhunderts von Adligen als Freizeitbeschäftigung betrieben. Der älteste Schriftnachweis (aus dem Jahre 1555) geht auf eine Schilderung durch Julius Caesar Scaliger aus Venedig zurück. Dem englischen Königshof, wo zahme Kormorane ab 1608 nachweisbar sind, gehörten im 17. Jahrhundert Falkner an, die unter der Bezeichnung Master of Cormorants geführt wurden. 1689 wird hier letztmals ein Cormorant Keeper erwähnt. Der Falkner hatte die Vögel, die vor dem Einsatz eine Kopfhaube trugen, ähnlich wie Greifvögel bei der Beizjagd auf der Faust. Zudem wurde ihnen, wie in China, ein Halsring angelegt. Die Vögel waren Wildfänge, u. a. von der Isle of Man (Phalacrocorax carbo carbo) und aus Baumbrutkolonien bei Reedham und dem niederländischen Zevenhuizen (Phalacrocorax carbo sinensis). Von 1846 bis 1890 wurde die Kormoranfischerei in England durch Francis Henry Salvin wiederbelebt. Im Falknerlehrbuch Falconry, its claims, history, and practice von 1859 hat er ihr ein Kapitel gewidmet.
Der französische Königshof wurde ab 1609 mit abgerichteten Kormoranen aus England beliefert. So führte um 1625 ein am englischen Hof beschäftigter und vom dortigen König gesandter flämischer Falkner dem französischen König Ludwig XIII. und einigen anderen hochrangigen Persönlichkeiten in den Kanälen von Schloss Fontainebleau mehrere abgerichtete Kormorane vor. Der französische Staatsalmanach erwähnt einen garde des Cormorans für die Jahre 1698 und 1736. Zudem wurde auch hier im 19. Jahrhundert Kormoranfischerei betrieben. Weitere Belege existieren für Österreich und Holland. Aus Russland liegt ein Nachweis von 1912 von der Wolga vor. Auch in Deutschland, genauer in Darmstadt in den 1770er Jahren sowie in Ballenstedt zu Beginn des 19. Jahrhunderts, wurden abgerichtete Kormorane an Adelshöfen vorgeführt.